# Spatulosminthurus betschi
Spatulosminthurus betschi is een springstaartensoort uit de familie van de Sminthuridae. De wetenschappelijke naam van de soort is voor het eerst geldig gepubliceerd in 1990 door Nayrolles.